# Plaxton Panorama Elite
Der Name Plaxton Panorama Elite bezeichnet einen Omnibusaufbau des britischen Herstellers Plaxton in Scarborough, Yorkshire, England. Die Aufbauten wurden von 1968 bis 1975 gefertigt. Eine Variante mit breiteren, doppelflügigen Türen wurde als Plaxton Elite Express gebaut. Gemeinhin werden alle Varianten als Plaxton Elite bezeichnet. Vorgänger war der Plaxton Panorama I, Nachfolger der Plaxton Supreme. Insgesamt wurden rund 6000 Aufbauten hergestellt. Zusammen mit dem Duple Dominant der Firma Duple Coachbuilders waren sie die allgegenwärtigen Busmodelle im Großbritannien der 1970er Jahre. Einige Busse mit Elite-Aufbau sind gegenwärtig immer noch im ÖPNV auf der Insel Malta im Einsatz.
Der Plaxton Elite besaß gewölbte Seitenflächen sowie eine doppelt gewölbte Front- und Heckscheibe, dabei waren Front- und Heckscheibe gleich. Die Karosserie um die Frontscheibe war leicht eingezogen. Die Länge wurde durch bis zu vier Chromleisten betont, Kühlergrill und Scheinwerfer waren in einer dominanten Chrommaske eingefasst. Das Design der Chrommaske wurde dabei vom Vorgänger Panorama I übernommen. Es waren verschiedene Aufbaulängen zwischen 11 und 12 m Länge verfügbar.
Bei der Version Elite I befand sich der Notausstieg direkt hinter dem Fahrersitz. Das entsprechende Fenster sowie das Fenster hinter der Einsteigstür auf der gegenüberliegenden Seite waren schmaler und hatten eine geringere Höhe als die übrigen Seitenfenster. Die beiden Chromleisten auf jeder Seite liefen zum Heck zusammen. Die runden Rücklichten sind vertikal angeordnet. Normalerweise befand sich unter dem Heckfenster ein beleuchtetes Display zur Anzeige des Namens der Busgesellschaft.
Die Version Elite II besaß eine mehr eckigere Einfassung von Scheinwerfern und Kühlergrill. Die kleinen Seitenfenster wurden in der Höhe an die übrigen Seitenfenster angepasst.
Die Front der Version Elite III glich weitgehend dem Elite II. Lediglich die Zielanzeige wurde von einem eckigen Chromrahmen eingefasst. Die beiden runden Rückleuchten wurden durch ein einziges, vertikal, rautenförmiges Rücklicht ersetzt. Die seitlichen Chromstreifen wurden in unterschiedlichen Varianten je nach Kundenwunsch gestaltet. Die Position des Notausstieges verblieb zunächst hinter dem Fahrersitz, wurde im Laufe der Serie aber weiter nach hinten verlegt.
Alle drei Varianten wurden auch dem Express-Konfiguration mit breiteren, zweiteiligen Türen produziert. Damit konnten die Busse kostensparend sowohl als Überland- als auch als Stadtbus eingesetzt werden.
Für einige Kunden wurde auch eine schmalere Variante mit 2,3 m Breite gebaut.
Bei Aufbauten auf dem Fahrgestell Bristol-Fahrgestellen war aufgrund der Lage des Kühlers und der Lüfter kein Platz für die übliche Zielanzeige. Diese wurde daher in eine Ausbuchtung oberhalb der Windschutzscheibe montiert. Diese Ausführung wurde als Bristol Dome bekannt und später auch bei Aufbauten auf anderen Fahrgestellen verwendet.
Der Aufbau wurde auf Fahrgestelle verschiedener Hersteller gesetzt, darunter:
- Leyland Leopard
- AEC Reliance
- Bedford Y Series, VAL und VAM
- Volvo B58
- Bristol RE
- Bristol LH
- Ford R-Serie
- Seddon Pennine IV and VI
- Mercedes-Benz O 302

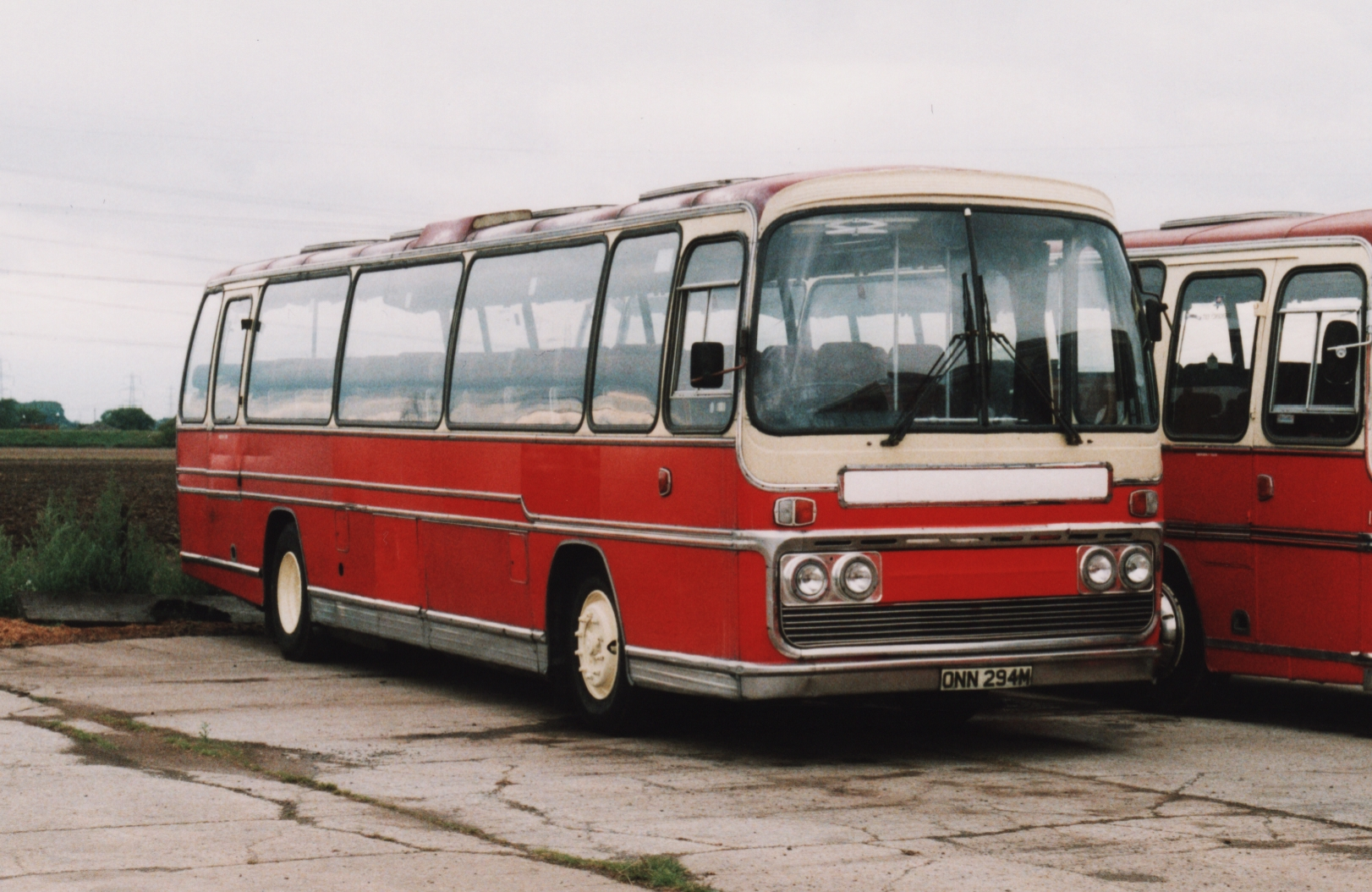
Plaxton Elite Express III, Fahrgestell Leyland Leopard
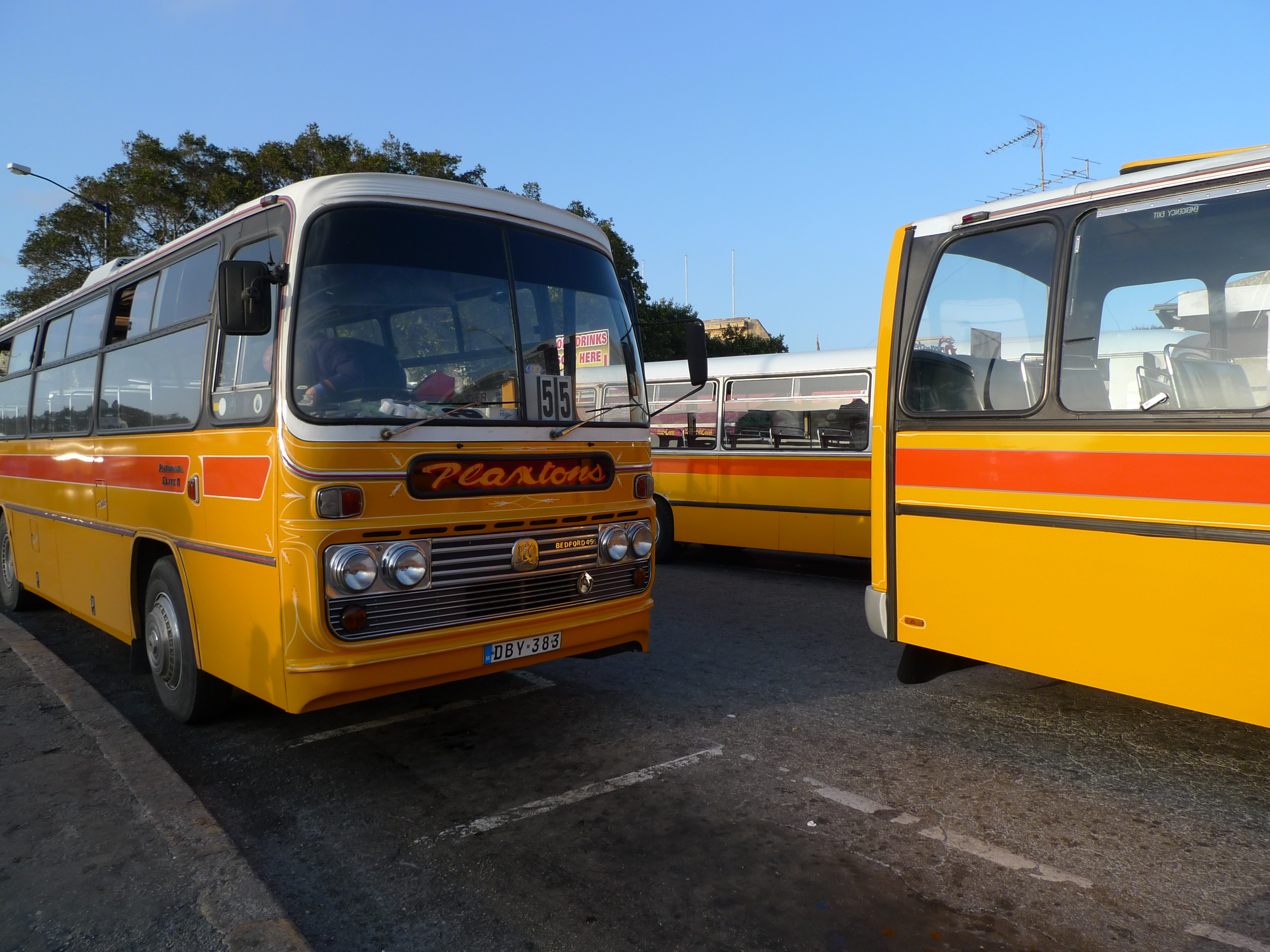
Plaxton Elite, Fahrgestell Bedford 466
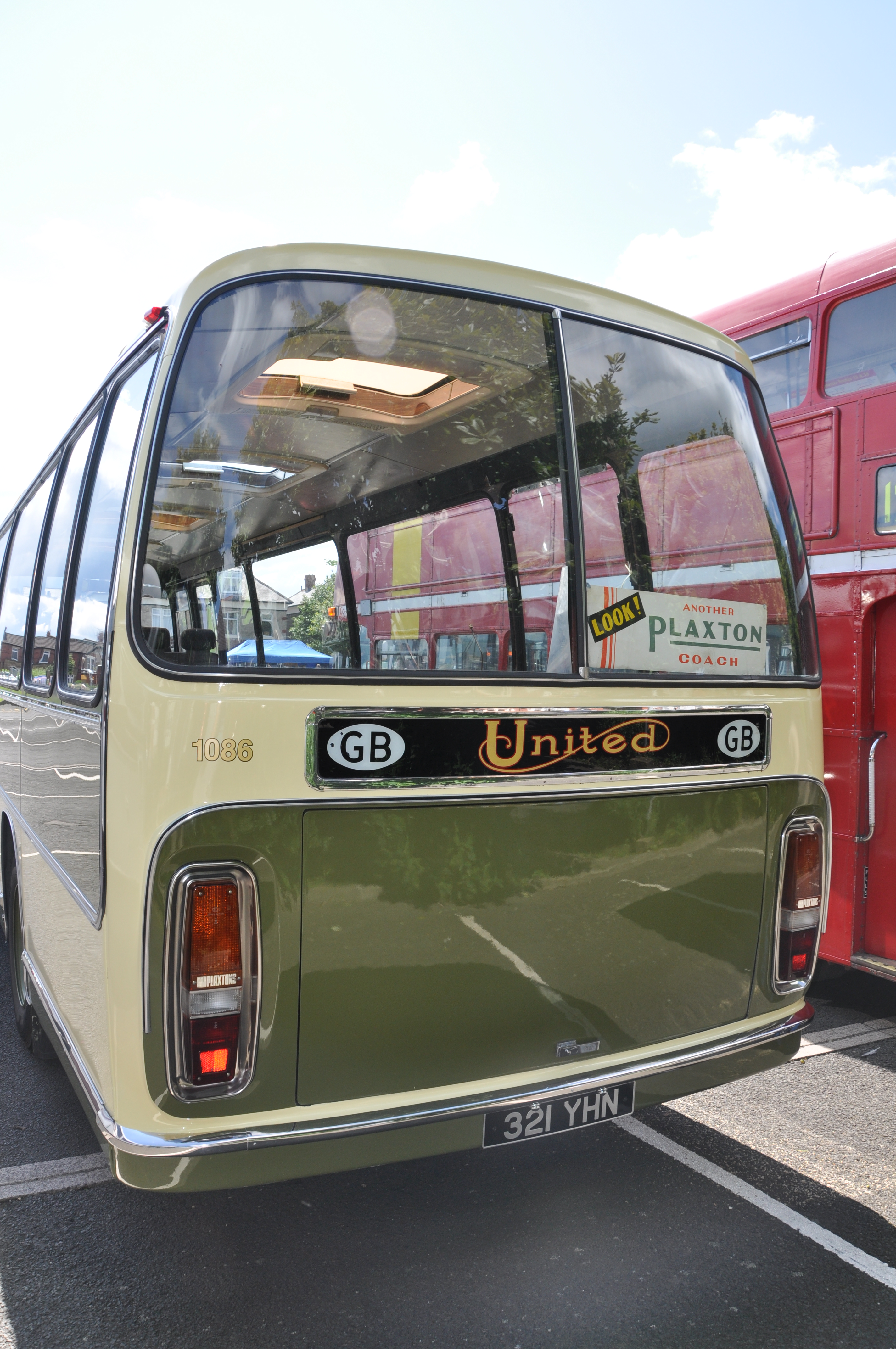
Plaxton Elite III, Fahrgestell Bedford YRQ
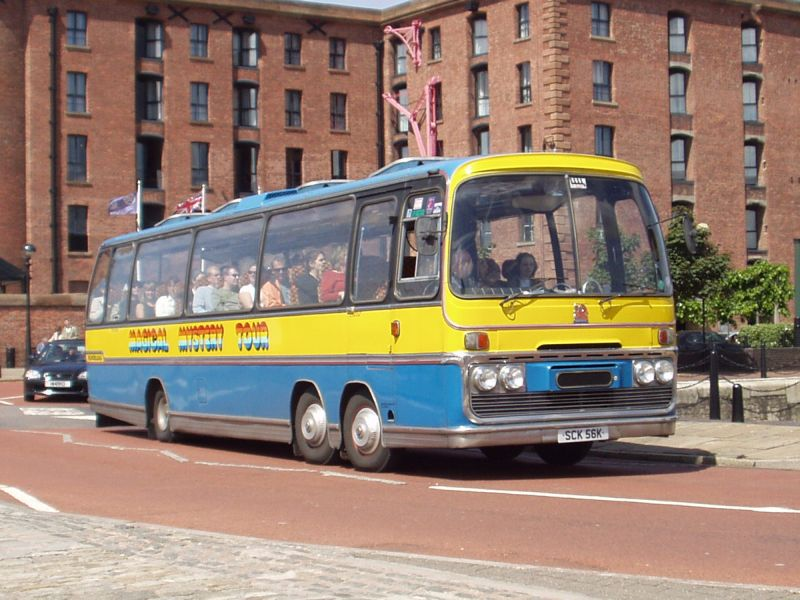
Plaxton Elite II, genutzt für die Magical Mystery Tour in Liverpool